# Cryptops fitzsimonsi
Cryptops fitzsimonsi är en mångfotingart som beskrevs av Lawrence 1959. Cryptops fitzsimonsi ingår i släktet Cryptops och familjen Cryptopidae. Inga underarter finns listade i Catalogue of Life.